# Загребський зоопарк
Загребський зоопарк (хорв. Zoološki vrt grada Zagreba) — міський зоопарк, розташований у столиці Хорватії Загребі. Це один з 3-х хорватських зоопарків.
Розташований у парку Максимір. Площа власне зоопарку — 5,5 Га, разом із озерами та ставками — 7 Га. Загалом у Загребському зоопарку утримуються 2 225 особин 275 видів тварин.
Серед цікавих і рідкісних тварин Загребського зоопарку — барс сніговий, мала панда, окапі, адакс, сахарський орикс, пардус північнокитайський, шимпанзе звичайний, мавпа Діани, зубр, карликовий гіпопотам, двогорбий верблюд.

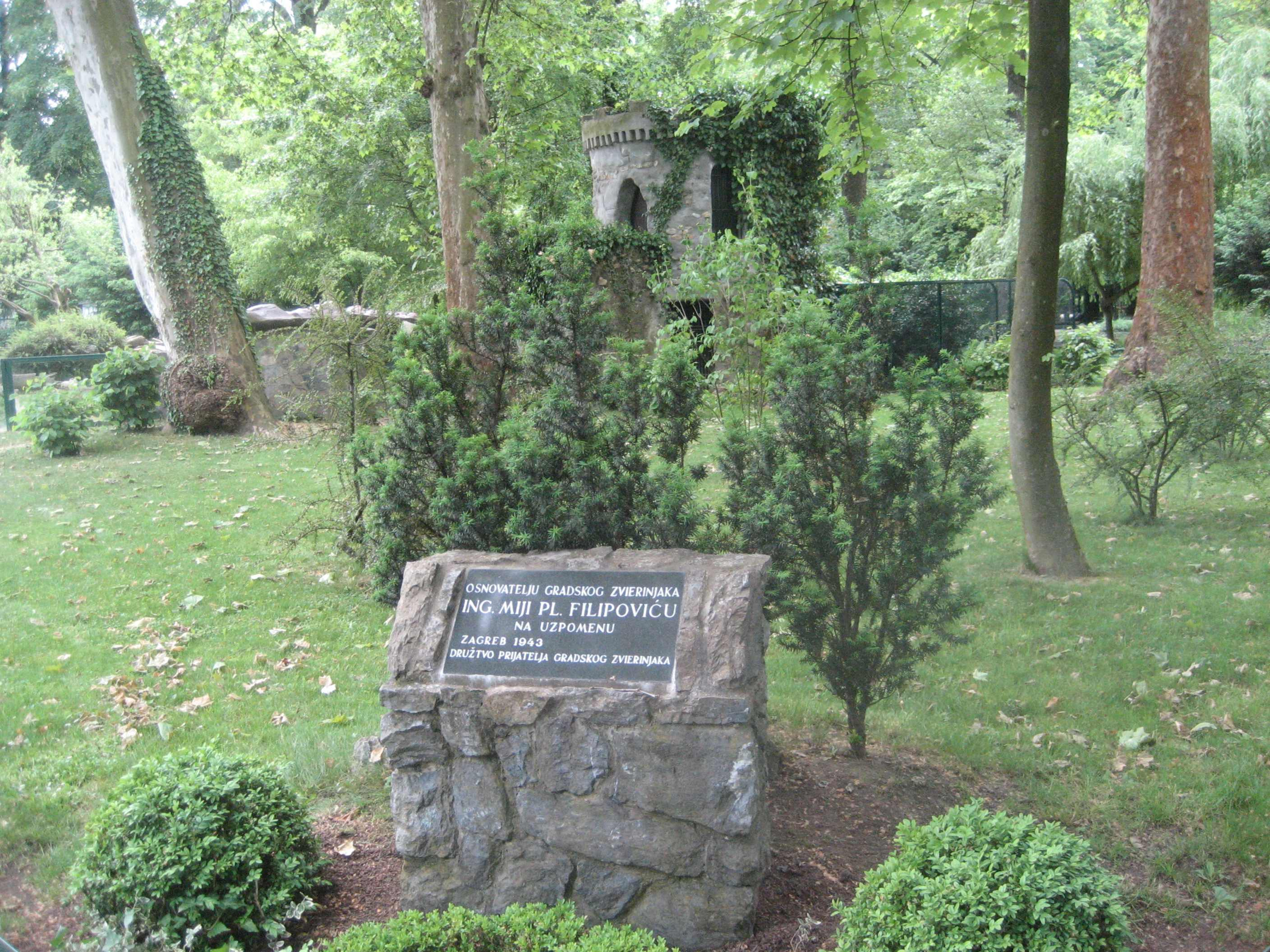
Пам'ятний знак на честь засновника зоопарку

Зоопарк у Загребі був відкритий 17 червня 1925 року. Засновником Загребського зоопарку був хорватський водний інженер і філателіст Мійо Філіпович (Mijo Filipović; 1869–1948).
Починаючи з 1990 року тривала рекострукція зоопарку.
Загребський зоопарк є членом Всесвітньої Асоціації Зоопарків та Акваріумів (World Association of Zoos and Aquariums), бере участь у європейській Програмі загрожених видів тварин (European Endangered Species Programme).
Нині директоркою зоопарку є Даворка Малькович (Davorka Maljković).

## Галерея

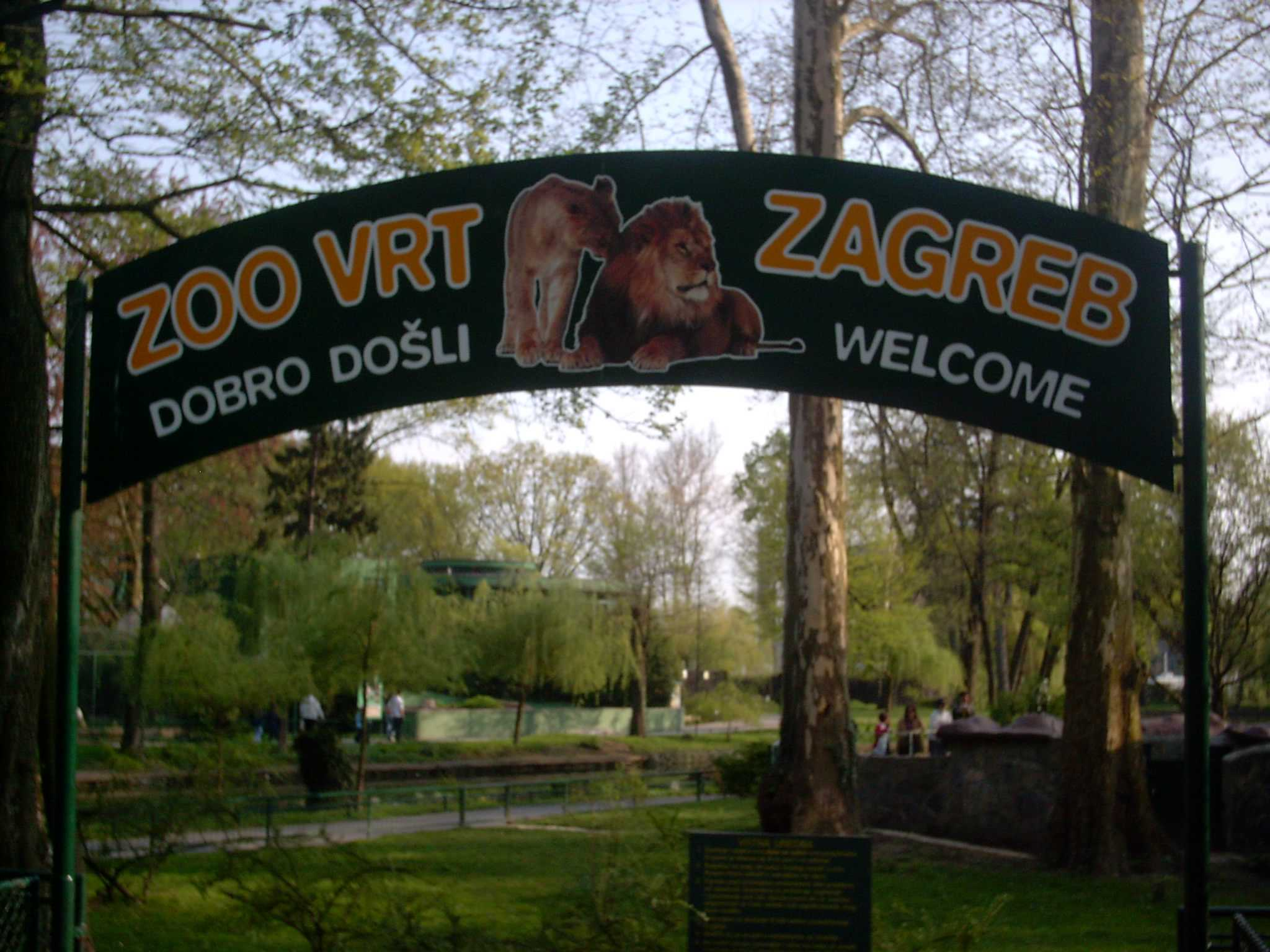
Вхід у зоопарк
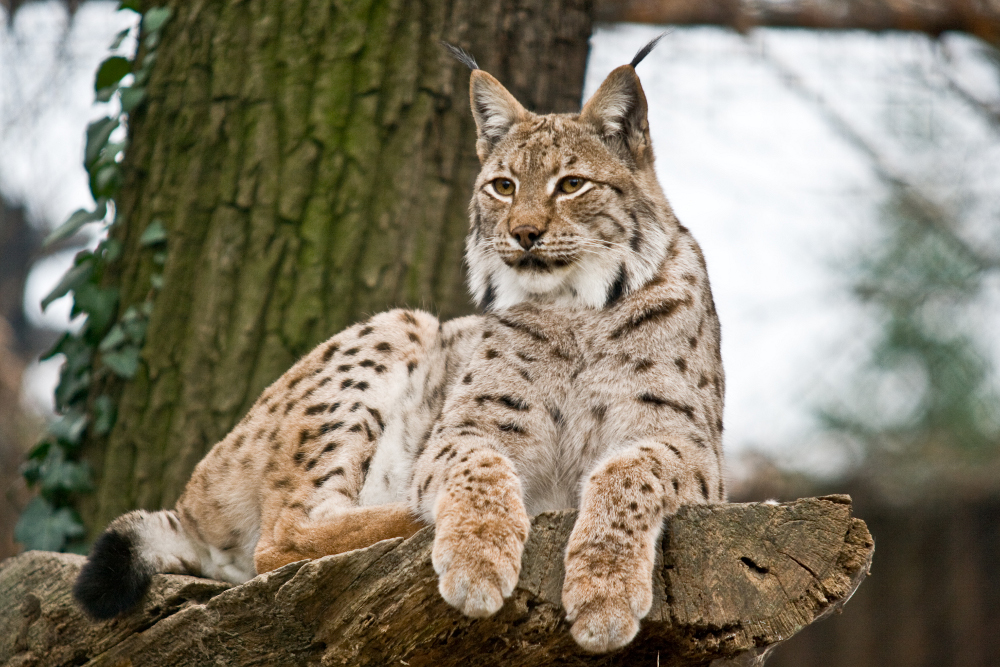
Рись євразійська у зоопарку
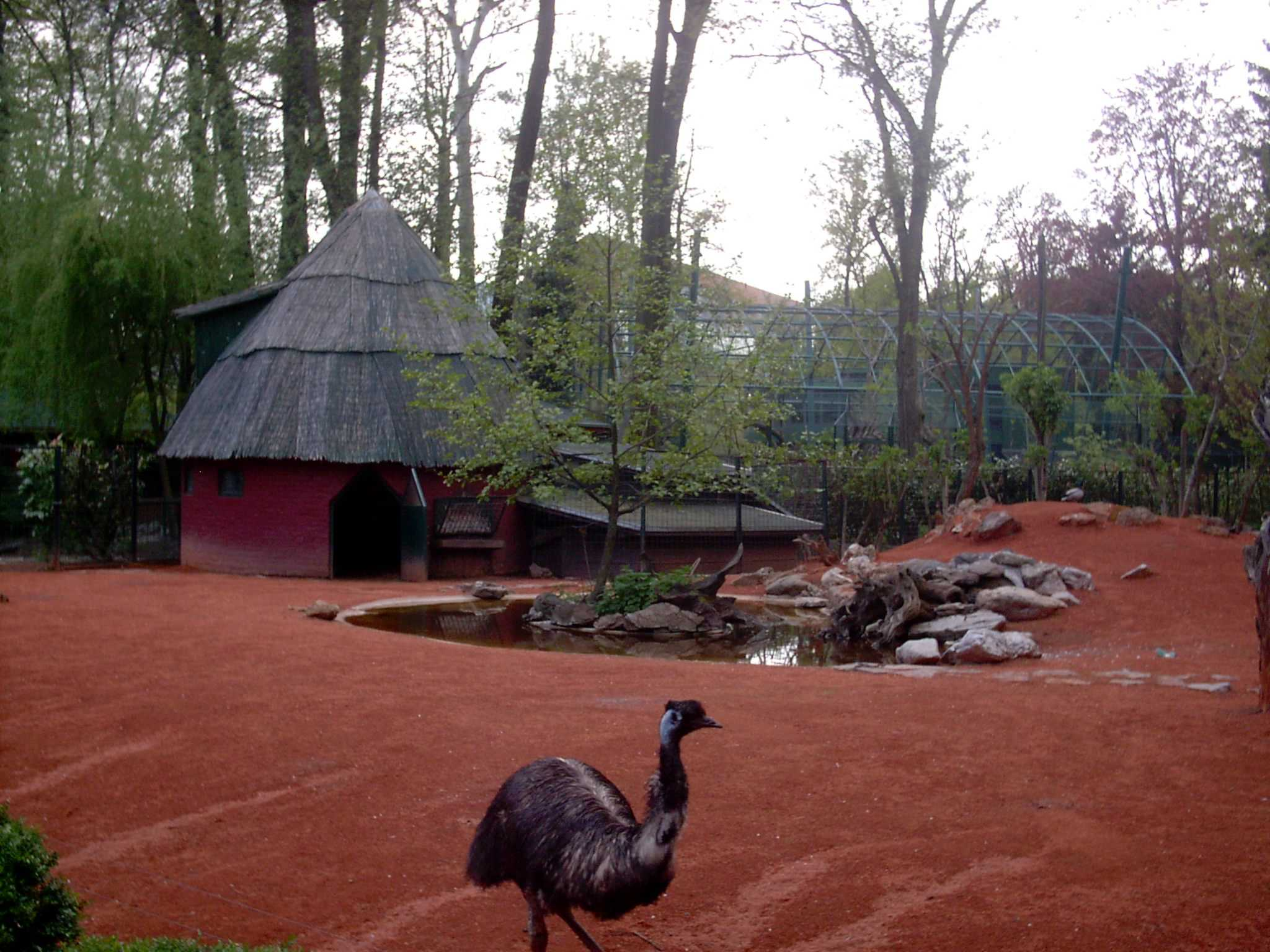
У відділі Океанії
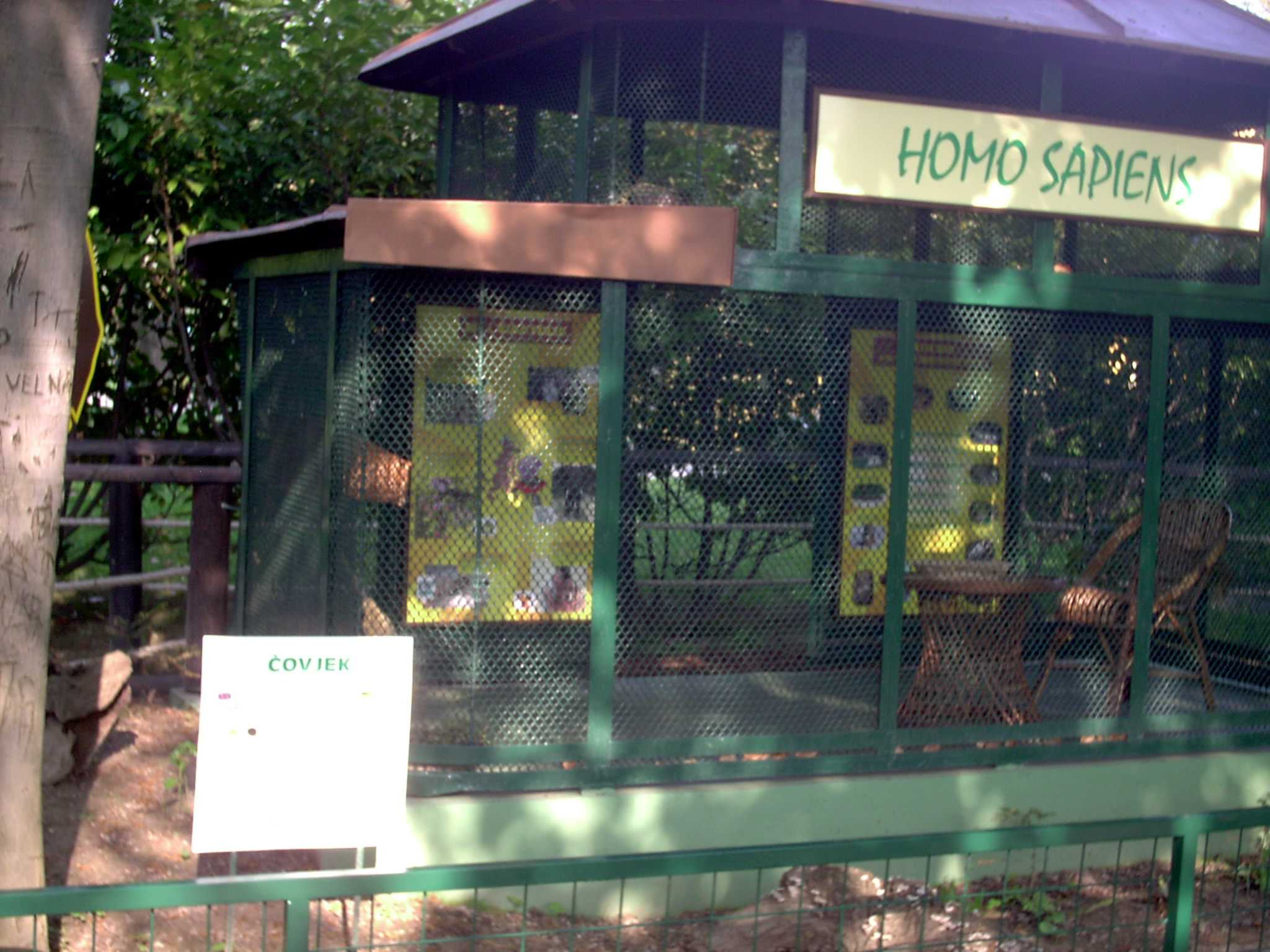
Вольєр, присвячений «вершині» еволюції на Землі

## Виноски
1. 1 2 3 4  Про нас [Архівовано 2010-05-27 у Wayback Machine.] на Вебсторінка зоопарку [Архівовано 2009-01-23 у Wayback Machine.] (хор.)
2. ↑  Інформація на www.zagreb-touristinfo.hr (хор.)
3. ↑  Історія зоопарку [Архівовано 2 травня 2010 у Wayback Machine.] на Вебсторінка зоопарку [Архівовано 23 січня 2009 у Wayback Machine.] (хор.)